# Union Schafhausen
Union Schafhausen (offiziell: FC Union Schafhausen 1910 e. V.) ist ein Sportverein aus dem Heinsberger Stadtteil Schafhausen. Die erste Fußballmannschaft spielte von 2023 bis 2025 in der Mittelrheinliga.

## Geschichte
Der Verein wurde am 1. April 1910 gegründet. Größte Erfolge vor dem Zweiten Weltkrieg waren die Aufstiege in die zweite Rheinbezirksklasse 1933 sowie der in die Gauklasse im Jahre 1936. Nach Kriegsende gelang im Jahre 1950 der erstmalige Aufstieg in die Bezirksklasse, die bis 1955 gehalten werden konnte. Fünf Jahre später stieg die Union nach einem 4:1-Sieg im Entscheidungsspiel über den SV Holzweiler wieder in die Bezirksklasse auf. Erneut blieb die Mannschaft für fünf Jahre in der Liga, bevor die Union in der Saison 1964/65 ohne einen Saisonsieg in die 1. Kreisklasse absteigen musste. Ein Jahr später wurde die Mannschaft in die 2. Kreisklasse durchgereicht. Erst im Jahre 1974 gelang unter dem Spielertrainer Alfred Glenski der Wiederaufstieg in die 1. Kreisklasse.
25 Jahre lang gehörte die Union dieser später Kreisliga A genannten Spielklasse an, bevor im Jahre 1999 der Wiederaufstieg in die Bezirksliga gelang, jedoch folgte der direkte Wiederabstieg. Nachdem die Mannschaft in den Jahren 2004 und 2005 den Wiederaufstieg in Entscheidungsspielen verpasst hatte, gelang dann 2010 der Aufstieg. Der Klassenerhalt in der folgenden Saison wurde verpasst. Auch beim nächsten Wiederaufstieg im Jahre 2013 folgte der direkte Wiederabstieg. Erst mit dem nächsten Bezirksligaaufstieg 2015 konnte sich der Verein überkreislich etablieren. Im Mittelrheinpokal 2015/16 erreichte die Union das Viertelfinale und verlor dort mit 0:3 gegen den SC Fortuna Köln. Ein Jahr später gelang der Aufstieg in die Landesliga Mittelrhein. Dort wurde die Mannschaft in der Saison 2021/22 Vizemeister hinter dem TuS Königsdorf, bevor die Union ein Jahr später als Meister in die Mittelrheinliga aufstieg. Nach zwei Jahre folgte 2025 der Abstieg in die Landesliga.

## Erfolge
- Meister der Landesliga Mittelrhein 2: 2023